# Risco El Pájaro
El Pájaro o  Pinganillo grande es un risco granítico de La Pedriza de Manzanares, en la sierra de Guadarrama y en el sistema Central de la península ibérica. Está enclavado en La Pedriza Posterior y pertenece al término municipal de Manzanares el Real, un municipio del noroeste de la Comunidad de Madrid (España). 
Recibe su nombre por la característica forma de su cumbre, la de un pájaro posado, en este caso sobre el Pinganillo grande y que forma parte de la "cuerda de los pinganillos", en el vértice inferior del circo de la Pedriza.
Tiene forma de pico o aguja, su altura es de 1549 m sobre el nivel del mary se eleva desde su base unos 180 m por su cara sur, y unos 20 m por la norte. Como toda la sierra de Guadarrama, el Pájaro es de granito. Como rareza geológica, destacan las formaciones de "tubos de órganos" que tiene en su cara este (vía Rivas-Acuña), donde se pueden encontrar concentraciones puras de cuarzo cristalizado.
La Pedriza forma parte del parque regional de la Cuenca Alta del Manzanares, declarado reserva de la Biosfera por la Unesco y sitio y monumento natural de interés nacional (1930).

## Ascensión
La Pedriza es la primera y más importante escuela de escalada de Madrid y El Pájaro su risco más emblemático. Por su forma, su verticalidad y su ubicación (en el "centro" de la Pedriza), El Pájaro se ofrece como un objetivo más que interesante para la práctica de la escalada. Por sus cuatro caras se han abierto múltiples vías, que lo han convertido en uno de los hitos más importantes de la historia de la escalada en la Comunidad de Madrid. En la actualidad, y a pesar de los nuevos materiales y técnicas de la escalada deportiva, las vías del Pájaro mantienen el concepto y estilo de escalada clásica de cuando se abrieron.
La técnica más habitual y repetitiva de escalada en La Pedriza es la adherencia, pero El Pájaro, sin estar escaso de ella, por la evolución erosiva de su roca, ofrece muchas más posibilidades: Chimenea, canalizo, babaresa, diedro, techo y placas de agarres, además de artificial.
Primera ascensión: en la primavera de 1916, tras algunos fallidos intentos por otros equipos, José Fernández Zabala, Joaquín G. Bellido, Alfredo Shaachtzabel y Juan Almela Meliá, formando una escalera humana consiguen superar el último tramo y hacer cumbre en El Pájaro.
Apertura vía Sur: en 1935 se abre la mítica vía Sur por Ángel Tresaco, Teógenes Díaz y Juan Bautista Mato. Desde entonces esta hoy esta vía, "la más clásica de las clásicas", se ha repetido miles de veces y sigue manteniendo su espíritu inicial.
En 1921 se coloca una cadena en la cumbre del risco, que es la misma cabeza del Pájaro. De unos 9 m de longitud, con gruesos eslabones, colgaba por la llambría que forma el cuerpo del supuesto pájaro. Durante la guerra civil española se quitó, pero al acabar esta, se volvió a poner y permaneció útil hasta bien entrados los años 1970 en que se quitó definitivamente. Actualmente se encuentra en el Centro de Educación Ambiental de Manzanares, situado en la entrada de la Pedriza.

## Vías de escalada
- Vías en orden: norte, oeste, sur y este:
- Vía Normal. (III+)
- Vía Pulga de Enanos. (IV+/A2)
- Vía Guerrero Oliva. (V/A1)
- Vía de la telefónica o Mogoteras. (IV+/A1)
- Vía Oeste Clásica. (6c)
- Vía Manolo Marchal. (V+/A1)
- Vía Luna Roja. (7a/A2)
- Vía Nihil. (6b/A1)
- Vía U.R.D. (V+/A1)
- Vía Jordi Jutglar. (6b/A2)
- Vía La Parecida. (6b+)
- Vía Tino. (v/A2)
- Vía Sur Clásica. (IV+/A1 o 6b)
- Vía Gálvez. (6b/A0)
- Vía Loquillo. (V+/A2)
- Vía Este. (V+/A1)
- Vía Rivas-Acuña. (V+)
- Vía Mogoteras. (IV+)

Descenso: desde la cima con un rapel colgado de unos 20 m. Desde aquí se desciende por la canal Este hasta la base de la cara sur. Es un descenso complicado y entre bloques.